# Americhernes neboissi
Americhernes neboissi är en spindeldjursart som beskrevs av Harvey 1990. Americhernes neboissi ingår i släktet Americhernes och familjen blindklokrypare. Inga underarter finns listade i Catalogue of Life.